# Моховое (Северо-Казахстанская область)
Моховое (каз. Моховое) — упразднённое село в районе Магжана Жумабаева Северо-Казахстанской области Казахстана. Входило в состав Пролетарского сельского округа. Код КАТО — 593671300. Ликвидировано в 2013 г.

## Население
В 1999 году население села составляло 144 человека (71 мужчина и 73 женщины). По данным переписи 2009 года, в селе проживало 9 человек (7 мужчин и 2 женщины).